# Nesolestes albicolor
Nesolestes albicolor là loài chuồn chuồn trong họ Argiolestidae. Loài này được Fraser mô tả khoa học đầu tiên năm 1955.